# Ben Dalley
Benjamin George Dalley, detto Ben (Sydney, 15 marzo 1916 – Sydney, 19 marzo 2005), è stato un pallanuotista australiano, che ha partecipato ai Giochi olimpici di Londra 1948.